# Oliver Denham
Oliver James Denham (* 4. Mai 2002 in Blackpool) ist ein walisisch-englischer Fußballspieler, der bei Cardiff City unter Vertrag steht und an die Sligo Rovers nach Irland verliehen ist.

## Karriere

### Verein
Denham begann seine Karriere als Jugendspieler bei Manchester United, bevor er im September 2020 zu Cardiff City wechselte. Sein Profidebüt für die erste Mannschaft gab Denham bei einer 0:2-Niederlage gegen Brighton & Hove Albion im EFL Cup am 24. August 2021, als er in der 34. Minute für den verletzten Sean Morrison eingewechselt wurde. Seinen ersten Startelfeinsatz erhielt Denham in seinem nächsten Spiel für Cardiff im Februar 2022 bei einer 1:3-Niederlage an der Anfield Road gegen den FC Liverpool in der vierten Runde des FA Cups. Im April und Mai 2022 absolvierte der Innenverteidiger seine ersten Einsätze in der zweiten englischen Liga für Cardiff. In der Spielzeit 2022/23 absolvierte er nur ein Spiel im EFL Cup gegen den FC Portsmouth im August 2022.
Am 10. Juli 2023 wechselte Denham auf Leihbasis für die Saison 2023/24 zum schottischen Zweitligisten Dundee United. Für Dundee kam er kurz nach seiner Verpflichtung zweimal in der Gruppenphase des Ligapokals gegen den FC Spartans und Partick Thistle zum Einsatz.

### Nationalmannschaft
Der in England geborene Denham absolvierte im Jahr 2018 ein Länderspiel für die Walisische U-17-Nationalmannschaft gegen Tschechien.